# Доменико Берарди
Доменико Берарди (итал. Domenico Berardi; Каријати, 1. август 1994) италијански је фудбалер који игра на позицијама нападача и крила. Тренутно наступа за Сасуоло и репрезентацију Италије.

## Клупска каријера
Први омладински клуб му је био Козенца, а са 16 година је прешао у Сасуоло. Лигашки деби за Сасуоло остварио је у Серији Б против Чезене, а први гол је постигао пет дана касније против Кротонеа. Био је значајан играч у читавој сезони за свој клуб што је довело до освајања Серије Б и награде за најбољег играча сезоне. У Серији А је дебитовао против Наполија 25. септембра 2013. године.

## Репрезентативна каријера
Берарди је наступао за млађе селекције Италије до 19 и 21 године. За сениорску репрезентацију дебитовао је против Француске. Свој први гол постигао је на пријатељској утакмици против Молдавије.

## Трофеји

### Клупски
Сасуоло
- Серија Б: 2012/13.

### Репрезентативни
Италија
- Европско првенство: 2020.

### Индивидуални
- Играч године Серије Б: 2013.
- Браво награда: 2015.